# Parlagfű (növénynemzetség)
A parlagfű (Ambrosia) az őszirózsafélék (Asteraceae) növénycsaládjának egyik, mintegy 50 fajt számláló nemzetsége. Carl von Linné nevezte el Szent Ambrus (Ambrosius) milánói püspökről.

## Származása, elterjedése
A nemzetség fajai Észak-, Közép- és Dél-Amerikában honosak. Számos közülük emberi közvetítéssel jutott el más földrészekre.
A nemzetség tagjai közül az ürömlevelű parlagfűnek az Európai térhódítását a 19. század végére valószínűsítik. A történelmi Magyarországon először Orsova környékén került elő 1908-ban, Magyarország mai területén pedig Dél-Somogyban találta Boros Ádám 1922-ben. 1925-ben Jávorka Sándor a Magyar Flóra című határozójában Tihany mellől is említi.
Egy másik faj, az évelő parlagfű, 1962-ben tűnt fel Magyarországon.
A nemzetség egyetlen, Európában őshonos faja a tengerparti parlagfű (Ambrosia maritima), mely a Földközi tenger partvidékén terjedt el.

## Fajok
A nemzetség minden tagjának virágpora allergén hatású, ezek közül kettő az Amerikai Egyesült Államokban és Kanadában több virágpor-allergiás gondot okoz, mint az összes többi növényfaj együttvéve.
A nemzetség az alábbi fajokat foglalja magába.
- Ambrosia acanthicarpa Hook.
- Ambrosia acuminata (Brandegee) W.W.Payne
- Ambrosia ambrosioides (Cav.) W.W.Payne
- Ambrosia arborescens Mill.
- Ürömlevelű parlagfű (Ambrosia artemisiifolia) L.
- Ambrosia artemisioides Meyen & Walp.
- Ambrosia bidentata Michx.
- Ambrosia bryantii (Curran) Payne
- Ambrosia camphorata (Greene) W.W.Payne
- Ambrosia canescens A.Gray
- Ambrosia carduacea (Greene) W.W.Payne
- Ambrosia chamissonis (Less.) Greene
- Ambrosia cheiranthifolia A.Gray
- Ambrosia chenopodiifolia (Benth.) W.W.Payne
- Ambrosia confertiflora DC.
- Ambrosia cordifolia (A.Gray) W.W.Payne
- Ambrosia deltoidea (Torr.) W.W.Payne
- Ambrosia dentata (Cabrera) M.O.Dillon
- Ambrosia divaricata (Brandegee) Payne
- Ambrosia diversifolia (Piper) Rydb.
- Ambrosia dumosa (A.Gray) W.W.Payne
- Ambrosia eriocentra (A.Gray) W.W.Payne
- Ambrosia flexuosa (A.Gray) W.W.Payne
- Ambrosia grayi (A.Nelson) Shinners
- Ambrosia × helenae Rouleau
- Ambrosia hispida Pursh
- Ambrosia humi León de la Luz & Rebman
- Ambrosia ilicifolia (A.Gray) W.W.Payne
- Ambrosia × intergradiens W.H.Wagner
- Ambrosia johnstoniorum Henrickson
- Ambrosia linearis (Rydb.) W.W.Payne
- Ambrosia magdalenae (Brandegee) W.W.Payne
- Ambrosia maritima L.
- Ambrosia microcephala DC.
- Ambrosia monogyra (Torr. & A.Gray) Strother & B.G.Baldwin
- Ambrosia nivea (B.L.Rob. & Fernald) W.W.Payne
- Ambrosia pannosa W.W.Payne
- Ambrosia peruviana Willd.
- Ambrosia × platyspina (Seaman) Strother & B.G. Baldwin
- Ambrosia polystachya DC.
- Évelő parlagfű (Ambrosia psilostachya) DC.
- Ambrosia pumila (Nutt.) A.Gray
- Ambrosia salsola (Torr. & A. Gray) Strother & B.G. Baldwin
- Ambrosia scabra Hook. & Arn.
- Ambrosia tacorensis Meyen
- Ambrosia tarapacana Phil.
- Ambrosia tenuifolia Spreng.
- Ambrosia tomentosa Nutt.
- Óriás parlagfű (Ambrosia trifida) L.
- Ambrosia velutina O.E.Schulz
- Ambrosia villosissima

## Megjelenése, felépítése
Szára szőrös és felfelé álló, rendszerint dúsan elágazó. Levelei szárnyaltan szeldeltek, a fonák és a levélnyél pelyhesen szőrös. A parlagfű általában 20–200 centiméter magas. A porzós virágzat a hajtások csúcsán fejlődik ki és abban képződik a pollen, amely nagy mennyiségben allergiát okoz.

## Életmódja, termőhelye
A parlagfüvek már az egész Földön elterjedtek, beleértve Dél-, Közép- és Észak-Amerikát, Európát, Afrikát, Ázsiát, illetve Ausztráliát és Óceániát is. Tavasszal és nyáron tömegesen csíráznak, a növények télen, a fagy hatására elpusztulnak, de a magok túlélik a hideg időjárást.

### Könyvek
- A parlagfű, Budapest: Agroinform
- Kazinczi Gabriella (szerk.), Novák Róbert (szerk.): A parlagfű visszaszorításának integrált módszerei